# Јован Павловић (свештеник)
Јован Павловић (Бањица, 1804 — Шабац, 1861) био је свештеник, писац, преводилац и члан Друштва српске словесности.

## ВремеПрвог српског устанка
У реци изблеглица које, у време Првог српског устанка, прелазе Дрину и настањују се у Шапцу, био је свештеник Павле Павловић из Врбице у Босни. Био је то отац потоњег проте Јована Павловића, писца и преводиоца, мали Јован је школу почео учити у Шапцу, а наставио, са пропашћу Устанка, у Сремској Митровици.

## ДолазакЈеврема ОбреновићауШабац
Јеврем Обреновић долази у Шабац 1816. године за старешину „Дриносавске области“. Он је овом граду отворио врата према Европи па су многе културне и за живот практичне новине долазиле прво у Шабац па тек онда одлазиле према Београду, Крагујевцу и другим крајевима Србије. По повратку у Шабац, Јован се запопио у двадесетој, да би, већ две године касније, по изричитој жељи Господар Јеврема, био рукоположен за проту. Неуморним читањем надокнађивао је скромно образовање и постигао „високу књићевну културу“. Вук Караџић га је сматрао „једним од првих свештеника у Србији”, па не чуди што га је Јеврем узео за свог „придворног свештеника“.

## Прота као беседник
Био је маркантна личност: високог стаса. Где год би се појавио, скретао је на себе пажњу. Уз импозантан физички изглед, наочитост и начитаност, одликовао се и импресивном елоквенцијом. У беседништву је био ненадмашан. Династичке промене на српском престолу знатно су утицале на Протин животни пут и страдања којима је био изложен. Био је познат као мецена младих уметника.
Мада га није волео, кнез Милош је јако ценио његову ученост и беседничке способности. Прота је био у Милошевој пратњи кад је, 1835. године, ишао у Цариград. „Ту је шабачки прота осветлио образ и Кнезу и себи и Шапцу“.
Поводом крунисања руског цара Николе, Прота је поново био у центру пажње. На црквеној литургији, којој су присуствовали Милош и руски посланик Бутењев, пригодну беседу изговорио шабачки протопрозвитер Јован. „Милош је био јако тронут, да се није могао уздржати да не заплаче“, а Бутењев је затражио да му се да препис беседе „да је целу златним словима уреже у камен у цркви“.
Када је Милош, на кратко, поново дошао на власт, испред Народне скупштине поздравио га је, 31. јануара 1859. године, бираним речима Прота Јован, испред 40 црквених великодостојника.
Исте године, Прота Јован је био у српском посланству које је, у Цариграду, тражило извршење добијених хатишерифа.

## Књижевни радник и преводилац
Као свештеник новог кова, Прота Јован је био књижевни радник и преводилац. Њему је припала част да буде први Србин чија је књига Слово на дан радосне вести о признању султановом српских граница, штампана у новооснованој Државној штампарији 1833. године. (у Државној штампарији) и 1847. године (у Друштву српске словесности).
Преводио је углавном енглеске песнике, али са немачког језика: Ноћне мисли Едварда Јанга штампане су у годишњаку Голубица, 1839; у истом часопису штампани су, 1840. и 1841. године, и Протини преводи Милтоновог Изгубљеног раја и Јанговог Страшног суда. Преводио је и црквену литературу.
Друштво српске словесности изабрало га је, 1842. године, за свог дописног члана. Имао је у Шапцу богату библиотеку, са више од 1.500 одабраних књига, којој се дивио енглески научник А. Петон.
Умро је у Шапцу 1861. године.
Његов син је био Митрополит београдски Инокентије. У Шапцу је сачувана Кућа Јована Павловића из 1846. године.